# Radajowice
Radajowice – część wsi Rożnów w Polsce położona w województwie małopolskim, w powiecie nowosądeckim, w gminie Gródek nad Dunajcem.
Dawniej samodzielna miejscowość i gmina jednostkowa. W latach 1975–1998 miejscowość administracyjnie należała do województwa nowosądeckiego.